# 劉良娣 (楊侗母)
刘良娣（?—?），名失考，為中國古代隋朝皇族女性，隋炀帝元德太子杨昭有两个刘良娣，大刘良娣是燕王杨倓之母，下述是隋皇泰主杨侗之母小刘良娣。
越王杨侗奉命留守洛阳，小刘良娣随他在洛阳。大业十四年（618年）三月，江都政变，隋炀帝被叛军弑逆，之后，杨侗在洛阳被群臣拥立为皇帝，追尊父亲杨昭为世宗孝成皇帝，尊母亲劉良娣為皇太后。大将王世充发动兵变夺权后，为了安抚杨侗，随杨侗入宫朝见刘太后，向刘太后发誓效忠杨侗，并讨好太后，请求做太后的养子，尊太后为聖感皇太后。但王世充权力稳固后，就不再尊敬杨侗和太后，更于次年胁迫杨侗禅位。杨侗当着刘太后的面大哭，最终被迫禅位给王世充，改封潞国公。史料没有记载刘太后是否相应改封为潞国公太夫人。後王世充派人毒杀杨侗，杨侗临死请求与母亲道别，没有获准。劉太后下落不详。